# Alexei Wjatscheslawowitsch Jemelin
Alexei Wjatscheslawowitsch Jemelin (russisch Алексей Вячеславович Емелин; englische Transkription: Alexei Vyacheslavovich Emelin; * 25. April 1986 in Toljatti, Russische SFSR) ist ein ehemaliger russischer Eishockeyspieler, der im Verlauf seiner aktiven Karriere zwischen 2002 und 2023 unter anderem 495 Spiele für die Canadiens de Montréal und Nashville Predators in der National Hockey League (NHL) auf der Position des Verteidigers bestritten hat. Darüber hinaus absolvierte annähernd 500 weitere Partien in der Kontinentalen Hockey-Liga (KHL).

## Karriere
Alexei Jemelin begann seine Karriere als Eishockeyspieler in seiner Heimatstadt in der Nachwuchsabteilung des HK Lada Toljatti, in der er bis 2003 aktiv war. Nach einer Spielzeit bei ZSK WWS Samara in der zweitklassigen Wysschaja Liga kehrte der Verteidiger bereits wieder nach Toljatti zurück. Im NHL Entry Draft 2004 wurde der Russe in der dritten Runde als insgesamt 84. Spieler von den Canadiens de Montréal ausgewählt.
In der Saison 2004/05 gab der Linksschütze sein Debüt in der russischen Superliga für Lada Toljatti, mit dem er in seinem Rookiejahr Vizemeister wurde. Nach zwei weiteren Jahren in seiner Heimatstadt, wurde Jelemin im Sommer 2007 von Ak Bars Kasan verpflichtet, mit dem er in der Saison 2008/09 erstmals in seiner Laufbahn mit dem Gagarin-Pokal die Meisterschaft der Kontinentalen Hockey-Liga (KHL) gewann. Dieser Erfolg wurde eine Spielzeit später wiederholt. Im Mai 2011 unterzeichnete Jemelin einen Zweiwegevertrag für die Saison 2011/12 bei den Canadiens de Montréal. Im Juni 2017 wurde Jemelin im NHL Expansion Draft 2017 von den Vegas Golden Knights ausgewählt, allerdings bereits gut eine Woche später am 1. Juli 2017 im Tausch für ein Drittrunden-Wahlrecht im NHL Entry Draft 2018 an die Nashville Predators abgegeben. Dort beendete er die Saison 2017/18, erhielt jedoch anschließend keinen weiterführenden Vertrag in Nashville, sodass er sich seit Juli 2018 auf der Suche nach einem neuen Arbeitgeber befand.
In der Folge kehrte Jemelin nach sieben NHL-Jahren in seine russische Heimat zurück und unterzeichnete einen Dreijahresvertrag beim HK Awangard Omsk aus der KHL. In der Spielzeit 2020/21 gewann er seinen dritten Gagarin-Pokal, ehe er den Klub im Sommer 2022 nach insgesamt vier Jahren verließ. Im Anschluss war er bis Dezember 2022 für den belarussischen Hauptstadtklub HK Dinamo Minsk aktiv. Danach wechselte er zum Ligakonkurrenten HK Spartak Moskau, wo er im Anschluss an die Saison 2022/23 seine aktive Karriere beendete.

### International
Für Russland nahm Jemelin an der U18-Junioren-Weltmeisterschaft 2004 sowie den U20-Junioren-Weltmeisterschaften 2005 und 2006 teil. Des Weiteren stand er im Aufgebot Russlands bei den Weltmeisterschaften 2007, 2010, 2011, 2012 sowie 2016 und nahm an den Olympischen Winterspielen 2014 teil. Außerdem vertrat er sein Heimatland beim World Cup of Hockey 2016.

## Erfolge und Auszeichnungen

### Verein
- 2005 Russischer Vizemeister mit dem HK Lada Toljatti
- 2006 IIHF-Continental-Cup-Gewinn mit dem HK Lada Toljatti
- 2008 IIHF-Continental-Cup-Gewinn mit Ak Bars Kasan
- 2009 Gagarin-Pokal-Gewinn und Russischer Meister mit Ak Bars Kasan
- 2010 Gagarin-Pokal-Gewinn und Russischer Meister mit Ak Bars Kasan
- 2013 Teilnahme am KHL All-Star Game (nicht gespielt)
- 2020 KHL-Verteidiger des Monats November
- 2021 Gagarin-Pokal-Gewinn und Russischer Meister mit dem HK Awangard Omsk

### Nationalmannschaft
- 2004 Goldmedaille bei der U18-Junioren-Weltmeisterschaft
- 2005 Silbermedaille bei der U20-Junioren-Weltmeisterschaft
- 2006 Silbermedaille bei der U20-Junioren-Weltmeisterschaft
- 2007 Bronzemedaille bei der Weltmeisterschaft
- 2010 Silbermedaille bei der Weltmeisterschaft
- 2012 Goldmedaille bei der Weltmeisterschaft
- 2016 Bronzemedaille bei der Weltmeisterschaft

## Karrierestatistik

### International
Vertrat Russland bei:
| - U18-Junioren-Weltmeisterschaft 2004 - U20-Junioren-Weltmeisterschaft 2005 - U20-Junioren-Weltmeisterschaft 2006 - Weltmeisterschaft 2007 - Weltmeisterschaft 2010 | - Weltmeisterschaft 2011 - Weltmeisterschaft 2012 - Olympischen Winterspielen 2014 - Weltmeisterschaft 2016 - World Cup of Hockey 2016 |

(Legende zur Spielerstatistik: Sp oder GP = absolvierte Spiele; T oder G = erzielte Tore; V oder A = erzielte Assists; Pkt oder Pts = erzielte Scorerpunkte; SM oder PIM = erhaltene Strafminuten; +/− = Plus/Minus-Bilanz; PP = erzielte Überzahltore; SH = erzielte Unterzahltore; GW = erzielte Siegtore; 1 Play-downs/Relegation; Kursiv: Statistik nicht vollständig)